# Albeni
Albeni est une commune roumaine située dans le județ de Gorj.